# Olympische Sommerspiele 1948/Teilnehmer (Liechtenstein)
| Gelbes Symbol für Goldmedaillen mit stilisierten Olympischen Ringen | Graues Symbol für Silbermedaillen mit stilisierten Olympischen Ringen | Braundes Symbol für Bronzemedaillen mit stilisierten Olympischen Ringen |
| ------------------------------------------------------------------- | --------------------------------------------------------------------- | ----------------------------------------------------------------------- |
| —                                                                   | —                                                                     | —                                                                       |

Liechtenstein nahm an den Olympischen Sommerspielen 1948 in London mit einer Delegation von zwei Athleten teil.

## Teilnehmer nach Sportarten

### Leichtathletik
- Gebhard Büchel
Zehnkampf, Männer: 34. Platz – 1766 Pkt. (ausgeschieden nach dem 4. Wettbewerb)
- Josef Seger
Zehnkampf, Männer: 30. Platz – 3579 Pkt. (ausgeschieden nach dem 6. Wettbewerb)